# Sa vz. 58
S vz.58 je čehoslovačka jurišna puška kalibra 7,62 mm koja je dizajnirana i uvedena u službu krajem 1950-ih. Time je puška u čehoslovačkoj vojsci zamijenila automate vz. 24 i vz. 26 te poluautomatsku pušku vz. 52.
Iako vz. 58 vizualno sliči sovjetskom AK-47, čehoslovačka automatska puška se tehnički razlikuje od Kalašnjikova (pozajmnica plinova) te s njime ne dijeli iste dijelove.

## Povijest
Razvoj oružja je započeo 1956. a projekt je vodio glavni inženjer Jiří Čermák. U to vrijeme Sovjetski Savez je počeo inzistirati da vojske članica Varšavskog pakta započnu sa zajedničkom standardizacijom kalibra streljiva.
Tada je Čehoslovačka počela s razvojem vlastite automatske puške dok je prototip nazvan Koště (hrv. metla) dizajniran da koristi sovjetski kalibar streljiva 7.62×39mm M43 umjesto češkog 7.62×45mm vz. 52 kojeg su koristili starija poluautomatska puška vz. 52 i puškomitraljez vz. 52.
Automatska puška se počela proizvoditi 1959. te je tada uvedena kao novo standardno oružje čehoslovačkih oružanih snaga. U razdoblju od 25 godina (do 1984.) proizvedeno je preko 920.000 pušaka te se izvozila u srednju Ameriku te azijske i afričke zemlje. To je i razlog zbog čega se vz. 58 koristio u brojnim ratovima diljem svijeta i to u:
- vijetnamskom ratu[4]
- Nigerijskom građanskom ratu
- južnoafričkom pograničnom ratu
- eritrejskom ratu za nezavisnost
- ratu u Afganistanu
- libijskom građanskom ratu.

Vz. 58 se proizvodio u tri glavne inačice:
- standardni model vz. 58 P (češ. pěchotní; hrv. pješaštvo) - model s fiksnim kundakom od sintetičkog materijala dok su starije inačice koristile drveni kundak.
- vz. 58 V (češ. výsadkový; hrv. padobranstvo) - model sa sklopivim metalnim kundakom.
- vz. 58 Pi (češ. Pěchotní s infračerveným zaměřovačem; hrv. pješaštvo s infracrvenom optikom) - model sličan s vz. 58 P s tehničkim nadogradnjama.

Tijekom 1990-ih je kao nasljednica vz. 58 predložena automatska puška ČZ 2000 koja koristi streljivo kalibra 5.56×45mm NATO. Međutim, cijeli program je otkazan zbog manjka financijskih sredstava u češkim oružanim snagama.
Kasnije su kao kandidati predloženi automatska puška ČZW-556 i puškomitraljez ČZW-762 koji imaju veću preciznost i bolje performanse.

## Karakteristike
Vz. 58 koristi okvire kapaciteta 30 metaka koji su proizvedeni od lakih legura. Iako slični, okviri s čehoslovačke puške se nemogu koristiti kod AK-47 i njegovih derivata (i obrnuto).
Zanimljiva značajka vz. 58 je mogućnost brze promjene kundaka. Puška koristi fiksni drveni kundak i sklopivi metalni.
Prednji i stražnji čelični ciljnici za nišanjenje su u potpunosti podesivi za udaljenosti od 100 do 800 metara (podesivi su za svakih 100 metara). Radijus ciljnika iznosi 38 cm.
Puška ima mogućnost montiranja bajunete.
Dodatna oprema koja se isporučuje uz automatsku pušku uključuje: četiri okvira, torbicu za nošenje okvira, vz. 58 bajunetu i koricu za nju, pribor za čišćenje, bočicu ulja, remen, alat za podešavanje prednjeg ciljnika te nastavak za ispaljivanje ćoraka.

## Inačice
- vz. 58 P - standardni model s fiksnim kundakom.
- vz. 58 V - model sa sklopivim metalnim kundakom namijenjen padobrancima i posadama vojnih vozila.
- vz. 58 Pi - model s infracrvenom noćnom optikom NSP-2, fiksnim kundakom, sklopivim dvonošcem i skrivačem bljeska.
  - Automatická puška (hrv. automatska puška) AP-Z 67 - eksperimentalna inačica kalibra 7.62×51mm NATO, razvijena 1966. godine
  - Útočná puška (hrv. jurišna puška) ÚP-Z 70 - eksperimentalna inačica kalibra 5.56×45mm NATO, razvijena 1970. godine
  - Experimentální zbraň (hrv. eksperimentalno oružje) EZ-B - eksperimentalni prototip bullpup dizajna razvijen 1976.
  - Ruční kulomet (hrv. puškomitraljez) KLEČ - eksperimentalna inačica s cijevi dužine 590 mm (slična RPK-u) razvijena 1976.
  - Lehká odstřelovačská puška (hrv. laka snajperska puška) vz. 58/97 - eksperimentalna marksman puška koju je razvio VTÚVM Slavičín.
  - Samopal (hrv. automat) vz. 58/98 "Bulldog - model kojeg je razvio VTÚVM Slavičín a koristi streljivo kalibra 9×19mm Parabellum.
- CZH 2003 Sport - poluautomatski model namijenjena civilnom tržištu. Dostupna je sa standardnom (390 mm) ili skraćenom (295 mm) cijevi. Za kanadsko tržište je proizvedena limitirana količina s produženom cijevi dužine 490 mm.
- CZ 858 Tactical - poluautomatska inačica namijenjena kanadskom civilnom tržištu. Nudi se sa standardnom (390 mm) ili produženom (482 mm) cijevi. Vanjski dijelovi su premazani novim slojem laka koji je identičan premazu koji se koristi kod vojnih inačica.
- FSN Series - civilna poluautomatska inačica. Dostupna je sa standardnom (390 mm) ili skraćenom (279 mm) cijevi.
- VZ-58 Sporter Series - karabini kalibra 5.56 NATO i 7.62×39mm koje proizvodi Czech Small Arms a ne Česká zbrojovka.

## Korisnici

### Postojeći korisnici
- Afganistan[5]
- Angola[6]
- Cipar[5]
- Češka: standardna puška u češkoj vojsci.[5][7][8] Bit će zamijenjena automatskom puškom CZ-805 BREN.[9]
- Eritreja[5]
- Etiopija[5]
- Gvatemala[6]
- Gvineja[5]
- Indija[6]
- Irak[6]
- Kuba[5]
- Libija[5]
- Mozambik[5]
- Slovačka:[5] standardna puška u slovačkoj vojsci.
- Somalija[5]
- Tanzanija[5]
- Uganda
- Vijetnam[10]

### Bivši korisnici
- Čehoslovačka: primarni korisnik.
- Biafra[11]

## Vanjske poveznice
- Povijest vz. 58  Arhivirana inačica izvorne stranice od 19. listopada 2017. (Wayback Machine)
- Modern Firearms